# Ljoebov Morgoenova

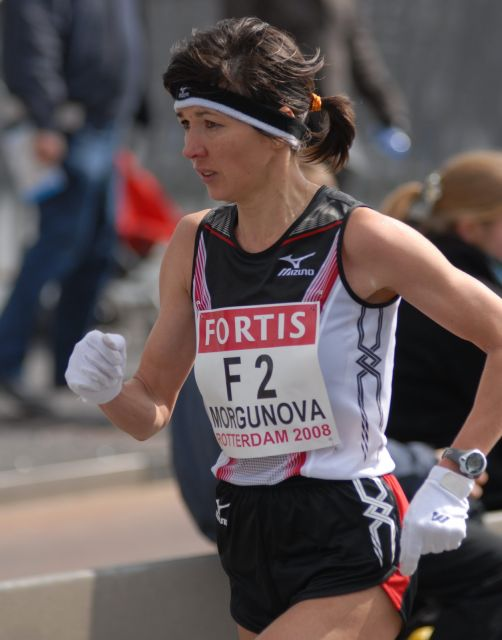
Ljoebov Morgoenova op weg naar haar overwinning tijdens de Rotterdam Marathon 2008.

Ljoebov Vasiljevna Morgoenova (Russisch: Любовь Васильевна Моргунова) (Yemel'kino - Tatarije, 14 januari 1971) is een Russische langeafstandsloopster, die is gespecialiseerd in de marathon. Zij nam eenmaal deel aan de Olympische Spelen.

## Loopbaan
Morgoenova won driemaal de marathon van Honolulu (2000, 2001, 2004) en is in Nederland geen onbekende. Zo won zij in 1999 de Zevenheuvelenloop in 49.45 en werd ze in 2000 zesde op de Tilburg Ten Miles.
Op zondag 18 april 2008 won Morgoenova de Rotterdam Marathon in een persoonlijk record van 2:25.12.

## Titels
- Russisch kampioene halve marathon - 2000

## Persoonlijke records
| Onderdeel      | Prestatie | Datum         | Plaats    |
| -------------- | --------- | ------------- | --------- |
| 15 km          | 49.45     | 24 mei 1999   | Nijmegen  |
| 20 km          | 1:08.56   | 18 april 2005 | Boston    |
| halve marathon | 1:08.45   | 12 juni 2000  | Malmö     |
| 25 km          | 1:26.13   | 13 april 2008 | Rotterdam |
| 30 km          | 1:43.22   | 13 april 2008 | Rotterdam |
| marathon       | 2:25.12   | 13 april 2008 | Rotterdam |

## Palmares

### 10 km
- 1998:  Ratinger Silvesterlauf in Ratingen - 33.08
- 1998:  Sao Silvestre da Cidade do Porto - 33.48
- 2011:  Moscow International Peace in Moskou - 34.37

### 15 km
- 1999:  Zevenheuvelenloop - 49.45

### halve marathon
- 1996: 5e halve marathon van Moskou - 1:12.43
- 1997:  Great Scottish Run - 1:11.20
- 1998:  halve marathon van Setubal - 1:11.09
- 1998: 6e halve marathon van St Peterburg - 1:14.39
- 1998: 4e halve marathon van Moskou - 1:11.56
- 1999: 8e Dam tot Damloop - 1:14.42
- 1999:  halve marathon van Setubal - 1:12.33
- 1999:  Great Scottish Run - 1:11.29
- 1999: 25e WK in Palermo - 1:13.25
- 2000:  halve marathon van Malmö - 1:08.45
- 2001:  halve marathon van Moskou - 1:11.14
- 2001: 19e WK in Bristol - 1:11.06
- 2005:  halve marathon van Coban - 1:17.02
- 2008:  halve marathon van Antalya - 1:14.10,8
- 2008:  halve marathon van Moskou - 1:12.43
- 2008:  halve marathon van Zelenograd - 1:15.51
- 2011:  halve marathon van Riga - 1:15.01
- 2012:  halve marathon van Moskou - 1:16.15

### 30 km
- 2011:  Pushkin to Saint Petersburg Road Race - 1:49.48

### marathon
- 1995: 7e marathon van Enschede - 2:51.49
- 1996: 7e marathon van Rome - 2:40.42
- 1997:  marathon van St. Paul - 2:30.43
- 1998:  marathon van Peking - 2:28.51
- 1998: 7e EK - 2:30.07
- 1998: 7e marathon van Nagoya - 2:28.57
- 1999:  marathon van Nagoya - 2:27.43
- 1999:  marathon van Amsterdam - 2:29.20,1
- 1999: 14e marathon van Tokio - 2:37.54
- 2000: 8e Londen Marathon - 2:26.33
- 2000:  marathon van Honolulu - 2:28.33
- 2000: 23e OS - 2:32.35
- 2001:  Boston Marathon - 2:27.18
- 2001:  marathon van Honolulu - 2:29.54
- 2001: 8e WK - 2:28.54
- 2003:  Toronto Waterfront Marathon – 2:36.20
- 2004:  marathon van Honolulu - 2:27.33
- 2005: 6e Boston Marathon - 2:33.24
- 2005: 5e marathon van Honolulu - 2:40.47
- 2006:  marathon van San Diego - 2:29.39
- 2007:  marathon van Nagano - 2:29.34
- 2007: 10e WK - 2:33.41
- 2008:  marathon van Rotterdam - 2:25.12
- 2008: 9e New York City Marathon - 2:30.38
- 2009: 4e marathon van Los Angeles - 2:29.42
- 2009: 31e WK - 2:38.23
- 2009:  marathon van Singapore - 2:34.49
- 2010: 7e marathon van Praag - 2:33.17
- 2010: 8e marathon van Singapore - 2:47.03
- 2011:  marathon van Moskou - 2:30.27
- 2011: 23e marathon van Duluth - 2:44.25
- 2011: 8e marathon van Macau - 2:37.33

### veldlopen
- 2010: 6e Russische kamp. in Orenburg - 20.52